# Allencotyla pricei
Allencotyla pricei är en plattmaskart. Allencotyla pricei ingår i släktet Allencotyla och familjen Heteraxinidae. Inga underarter finns listade i Catalogue of Life.